# Emmelia tinctilis
Emmelia tinctilis is een vlinder van de familie van de uilen (Noctuidae). De wetenschappelijke naam van deze soort is voor het eerst voorgesteld als Acontia tinctilis door Hans Daniel Johan Wallengren in een publicatie uit 1875.

## Verspreiding
De soort komt voor in Zuid-Afrika en Eswatini.

## Waardplanten
De rups leeft op Melhania forbesii (Malvaceae).